# Federico Calcagno
Federico Calcagno (Torino, 18 agosto 1958) è un giornalista e telecronista sportivo italiano.

## Biografia
È entrato in RAI nel 1992, dove commenta molte partite della Juventus e del Torino.
Dal 1994 entra nel cast di Tutto il calcio minuto per minuto ed era per molte giornate allo stadio delle Alpi di Torino per le partite del Torino oppure della Juventus, alternandosi per un po' di domeniche con Livio Forma, Riccardo Cucchi, Bruno Gentili, Carlo Nesti, Sandro Ciotti e Giulio Delfino. Per alcune domeniche ha commentato anche alcune radiocronache dallo Stadio Atleti Azzurri d'Italia di Bergamo per le partite dell'Atalanta.
Nel 1998 fa parte della spedizione di radio rai alle olimpiadi di negano 98 insieme a ezio luzzi(team leader) gianni de cleva emanuele dotto roberto collini roberto vivarelli!( tgr trentino) e mario ciuk ( redazione rai di trieste)
Dal 1999 lascia le radiocronache e passa a RAI Sport ed entra nel cast di 90º minuto come inviato ufficiale dell'Atalanta e del Brescia. Durante le partite dell'Inter oppure del Milan in Coppa Italia si trova allo Stadio Giuseppe Meazza a Milano dove è a bordo campo per le interviste agli allenatori. Di solito è anche allo stadio Martelli di Mantova dove a 90º minuto commenta le partite del Mantova.
Ha anche lavorato per la trasmissione Domenica Sprint dove ha commentato le partite della Juventus e del Torino.
Dal 1992 è la voce ufficiale della scherma per la RAI con le telecronache delle Olimpiadi di Barcellona, con il commento tecnico di Marco Arpino, e successivamente di Atlanta, Sydney, Atene, Pechino e Rio de Janeiro, con il commento tecnico di Stefano Pantano. Da un decennio segue sempre per la tv di stato anche le competizioni di hockey su pista (serie A, coppe europee, mondiali), canoa sprint e canoa slalom. Ai giochi invernali di Torino 2006 e a Pechino 2022 ha raccontato il curling.
Dal 2013 è presidente del Gruppo Subalpino "Ruggero Radice" dell'USSI. Nel 2016 entra a far parte della giuria del Premio giornalistico Piero Dardanello.